# Rhinacanthus nasutus
Rhinacanthus nasutus är en akantusväxtart som först beskrevs av Carl von Linné, och fick sitt nu gällande namn av Carl Ernst Otto Kuntze. Rhinacanthus nasutus ingår i släktet Rhinacanthus och familjen akantusväxter. Utöver nominatformen finns också underarten R. n. montana.

## Bildgalleri

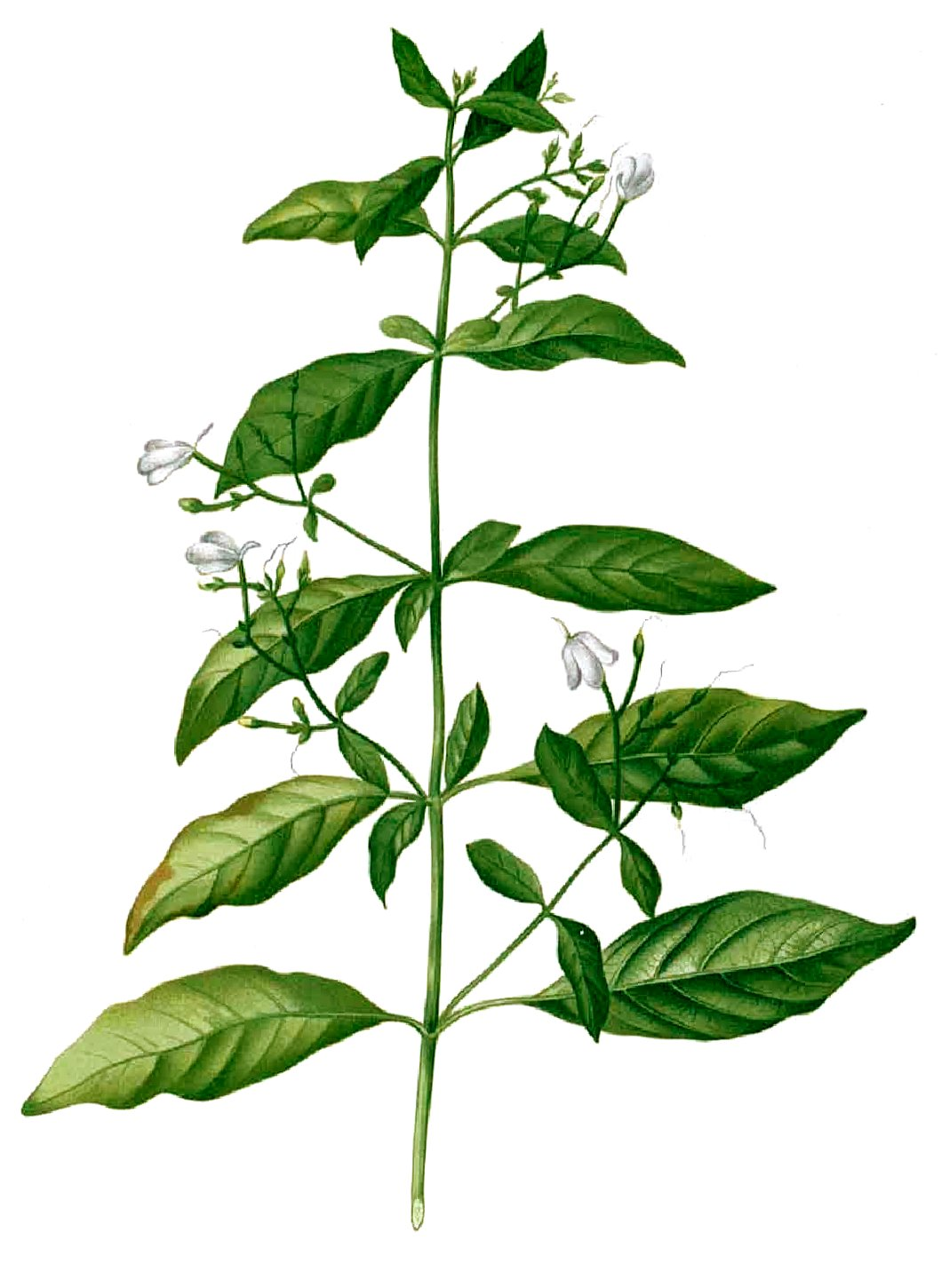
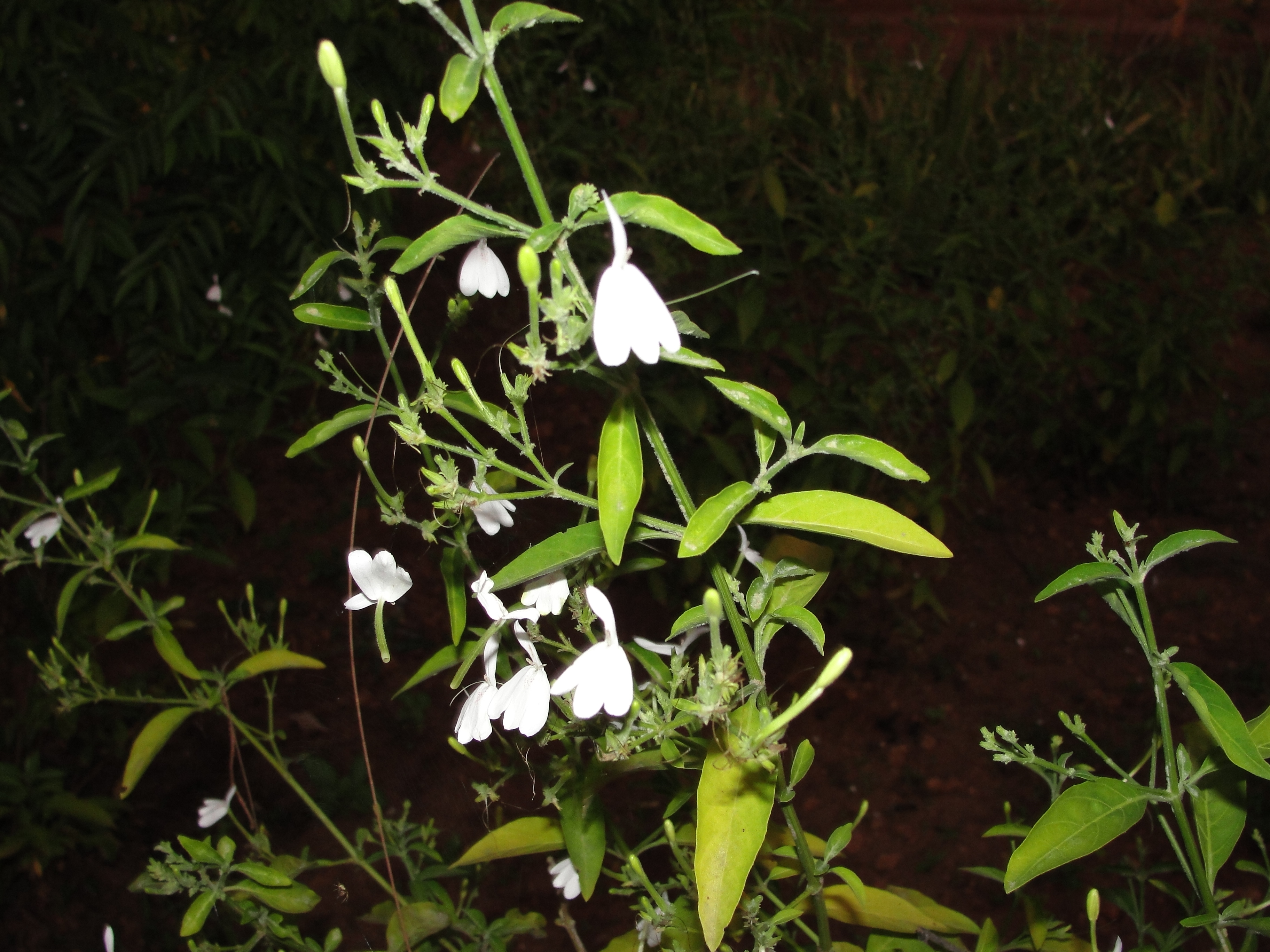
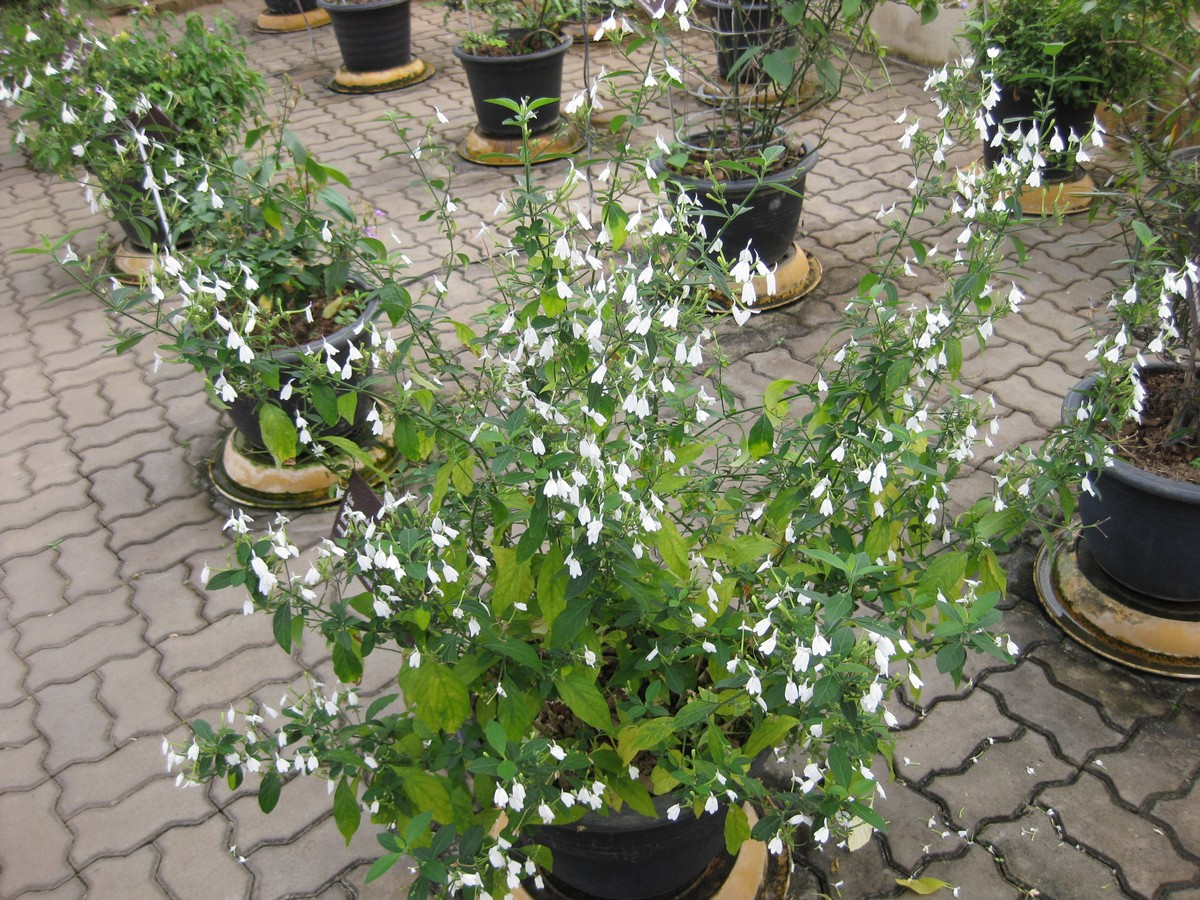
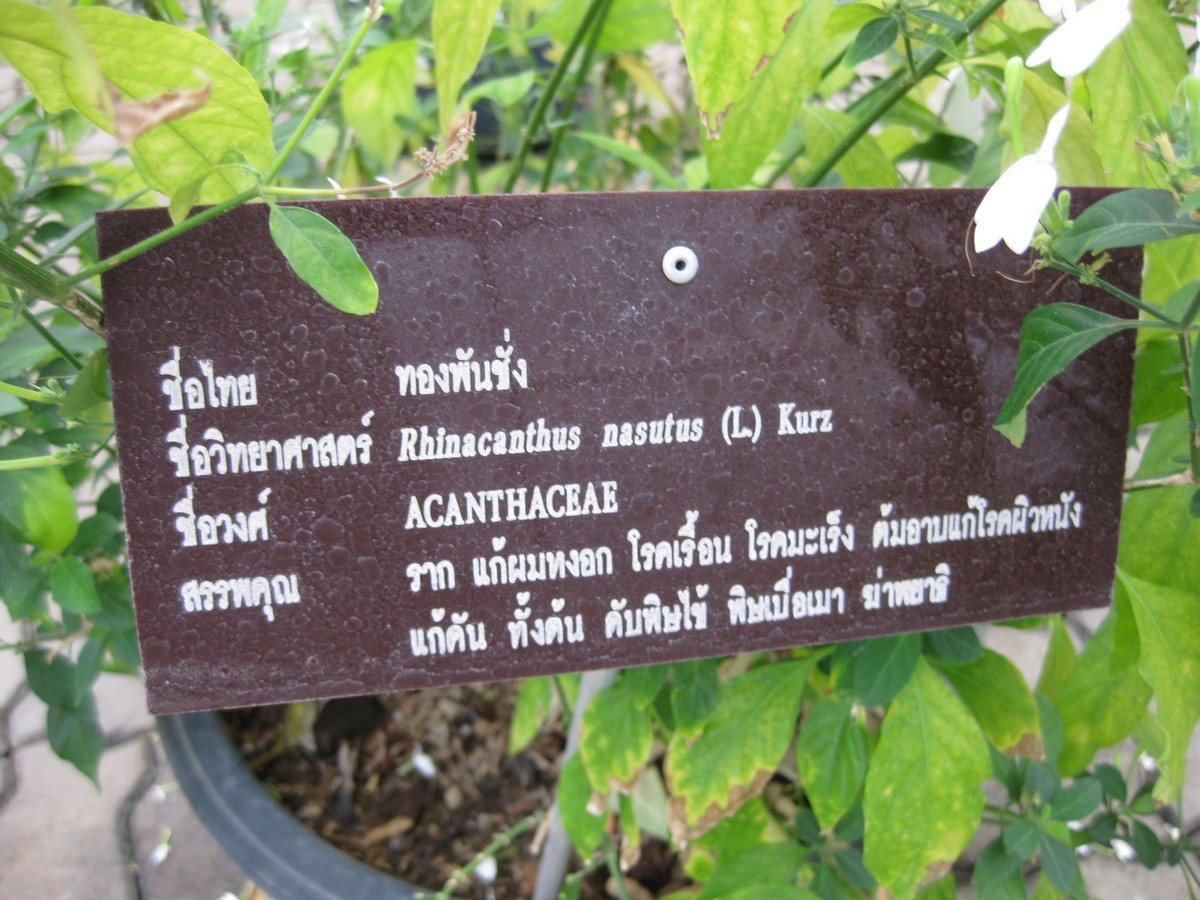